# フランシス・デ・フレーフ
フランシス・デ・フレーフ（Francis De Greef、1985年2月2日 - ）は、ベルギー、ルムスト出身の自転車競技（ロードレース）選手。

## 来歴
2007年
- ボルタ・シクリスタ・インテルナシオナル・ア・リェイダ 総合優勝
- ベルギー選手権・U23部門個人タイムトライアル(ITT) 優勝

2008年、サイレンス・ロット（後のロット・ベリソル）と契約。
2009年
- ジロ・デ・イタリア 新人賞部門3位、総合21位
- ブエルタ・ア・エスパーニャ 総合21位

2010年
- ジロ・デ・イタリア 総合21位

2011年
- ジロ・デ・イタリア 総合24位
- ブエルタ・ア・エスパーニャ 総合29位

2012年
- ジロ・デ・イタリア 総合19位